# Rosans (tổng)
Tổng Rosans là một tổng của Pháp nằm ở tỉnh Hautes-Alpes trong vùng Provence-Alpes-Côte d'Azur.

## Địa lý
Tổng này được tổ chức xung quanh Rosans thuộc quận Gap. Độ cao thay đổi từ 532 m (Rosans) đến 1 564 m (Ribeyret) với độ cao trung bình 757 m.

## Hành chính
| Giai đoạn | Ủy viên       | Đảng | Tư cách |
| --------- | ------------- | ---- | ------- |
|           | Nicolas Rosin | PS   |         |

## Các đơn vị cấp dưới
Tổng Rosans gồm 9 xã với dân số là 1 087 người (điều tra năm 1999, dân số không tính trùng)
| Xã                    | Dân số | Mã bưu chính | Mã insee |
| --------------------- | ------ | ------------ | -------- |
| Bruis                 | 73     | 05150        | 05024    |
| Chanousse             | 34     | 05700        | 05033    |
| Montjay               | 79     | 05150        | 05086    |
| Moydans               | 53     | 05150        | 05091    |
| Ribeyret              | 114    | 05150        | 05117    |
| Rosans                | 493    | 05150        | 05126    |
| Saint-André-de-Rosans | 139    | 05150        | 05129    |
| Sainte-Marie          | 48     | 05150        | 05150    |
| Sorbiers              | 54     | 05150        | 05169    |

## Biến động dân số
| 1962                                                     | 1968  | 1975  | 1982  | 1990  | 1999  |
| -------------------------------------------------------- | ----- | ----- | ----- | ----- | ----- |
| 924                                                      | 1 148 | 1 095 | 1 079 | 1 083 | 1 087 |
| Nombre retenu à partir de 1962 : dân số không tính trùng |       |       |       |       |       |